# María de Molina presenta a su hijo Fernando IV en las Cortes de Valladolid de 1295
María de Molina presenta a su hijo Fernando IV en las Cortes de Valladolid de 1295 o Jura de Fernando IV en las Cortes de Valladolid es un óleo sobre lienzo pintado por Antonio Gisbert Pérez en el año 1863 que recrea el momento en que la reina María de Molina presenta a su hijo, Fernando IV, en las Cortes de Valladolid de 1295, en las que el joven monarca fue reconocido como rey, aunque ya había sido proclamado como tal en la catedral de Toledo.
El lienzo, que fue adquirido por el Estado español en 1863, fue pintado para ser colocado en la cabecera del Salón de Sesiones del Congreso de los Diputados de España, donde se expone en la actualidad.

## Historia del cuadro
El cuadro le fue encargado a Antonio Gisbert a finales de diciembre de 1860 o principios de 1861 por el gobierno español para decorar la cabecera del Salón de Sesiones del Congreso de los Diputados, al tiempo que encargaban a José Casado del Alisal el lienzo titulado El juramento de las Cortes de Cádiz de 1810, destinado a decorar el mismo lugar. Ambos cuadros habían sido encargados previamente al pintor Federico de Madrazo, pero sus demoras al ejecutarlos, debido a sus otros encargos, hicieron que los cuadros fueran encargados a los artistas antes mencionados.
En 1863 el Estado español adquirió el lienzo de Antonio Gisbert, y para recompensarle por su trabajo fue nombrado comendador de número de la Orden de Isabel la Católica por Real Orden de 13 de noviembre de 1863, al igual que Casado del Alisal, que también lo fue dos días antes que Gisbert, y el cuadro de este último está expuesto en la actualidad en el Salón de Sesiones del Congreso de los Diputados de España y fue reproducido en grabado en el siglo XIX por El Museo Literario (1863-1864), por El Museo Universal (1864), por La Ilustración de España (1886) y por La Ilustración Católica (1886).

## Contexto histórico

### Las Cortes de Valladolid de 1295

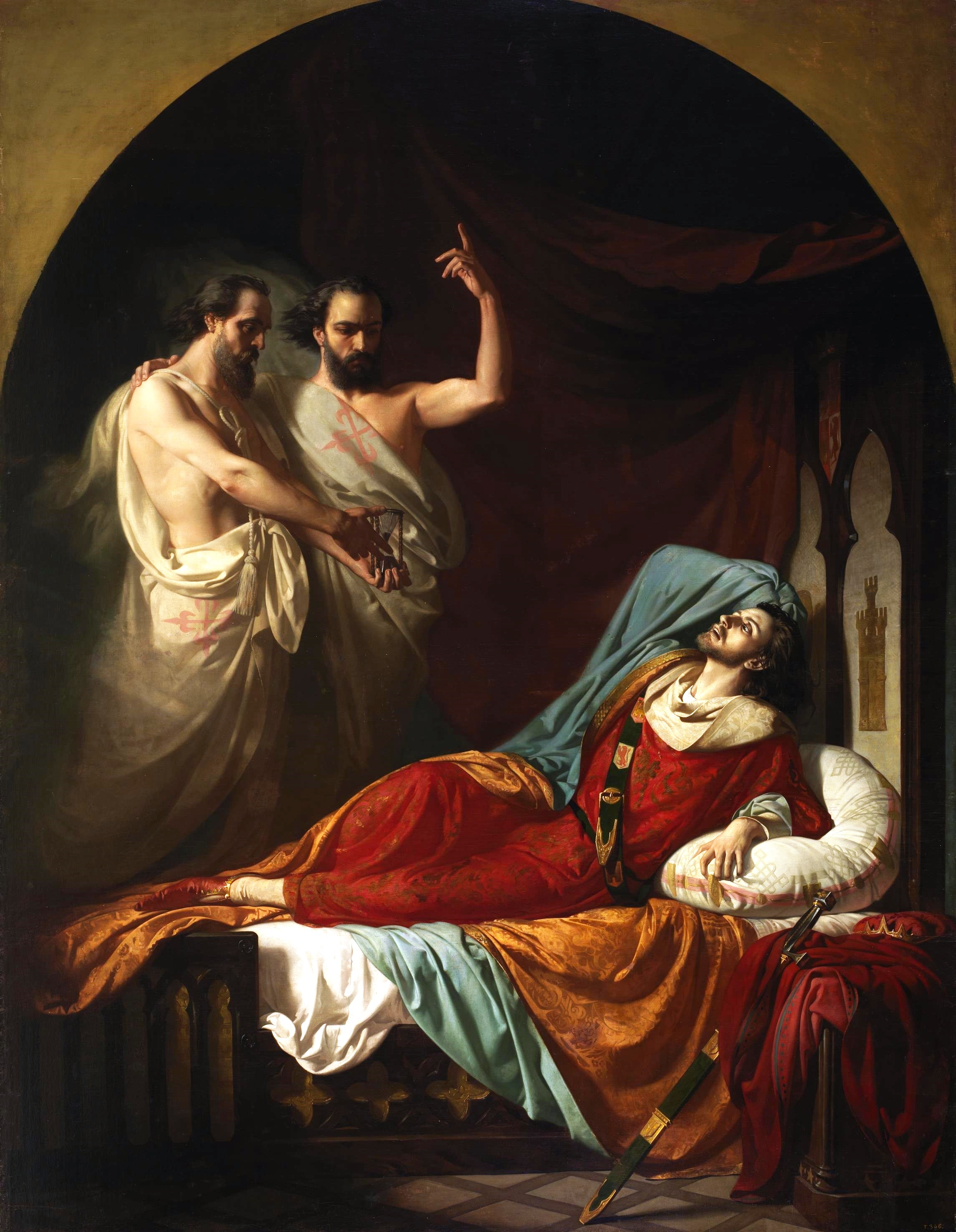
Últimos momentos de Fernando IV el Emplazado. Óleo sobre lienzo de José Casado del Alisal. 1860. (Palacio del Senado de España).

Esta reunión de Cortes tuvo lugar durante la minoría de edad del rey Fernando IV, que había accedido al trono ese mismo año tras la muerte de su padre, Sancho IV de Castilla, y el 26 de abril de 1295, un día después de la muerte de éste, Fernando IV, que tenía nueve años de edad, fue proclamado rey en la catedral de Toledo y juró, según consta en la Crónica de Fernando IV, respetar y guardar los fueros de los nobles y plebeyos de su reino, que lo acataron acto seguido como a «rey y señor».
Fernando IV y su madre, la reina María de Molina, se enfrentaban en esos momentos al infante Juan de Castilla el de Tarifa, hijo de Alfonso X, que aspiraba a convertirse en rey de León, Sevilla y Galicia, a Alfonso de la Cerda, nieto de Alfonso X, que actuaba movido por el mismo propósito, al reino de Portugal, que apoyaba al infante Juan, y a los reinos de Aragón y de Francia, que apoyaban a Alfonso de la Cerda. Y al mismo tiempo, la reina María de Molina y el infante Enrique de Castilla el Senador, único hijo superviviente de Fernando III de Castilla, se disputaban la tutoría de Fernando IV, cuyo control supondría ejercer el gobierno efectivo del reino de Castilla, por lo que ambos buscaron el apoyo de los nobles y de los concejos de las ciudades castellanas. El infante Enrique trató de evitar, inútilmente, la reunión de las Cortes mientras acusaba a la reina María de Molina de querer aumentar las cargas fiscales de sus súbditos, a pesar de que poco antes la reina había abolido el impuesto de la Sisa, que gravaba el consumo y había sido establecido por Sancho IV en 1293.
Antes de que comenzaran las Cortes, la reina se vio obligada a aceptar la ocupación del señorío de Vizcaya, a excepción de los municipios de Orduña y Valmaseda, por Diego López V de Haro, que luchaba por la posesión de dicho señorío con María Díaz de Haro, esposa del infante Juan de Castilla, que a su vez lo reclamaba en nombre de su esposa. Y la reina también hubo de aceptar, antes de que dieran comienzo las sesiones de Cortes, que la tutoría del rey y la guarda de los reinos quedaran en manos del infante Enrique, aunque la crianza y la custodia del rey quedaron en manos de la propia reina.
Las sesiones de Cortes comenzaron a finales del mes de julio o principios de agosto de 1295, y a la ciudad de Valladolid acudieron los representantes de los concejos de Castilla, León, Galicia, Asturias, las Extremaduras, Andalucía, y los del arzobispado de Toledo, aunque el obispado de Jaén no envió representantes a las Cortes por encontrarse en guerra con el reino de Granada. Y al empezar las Cortes, un amplio sector de los procuradores del reino, entre los que se contaban los del arzobispado de Toledo, los del obispado de Cuenca, y los de las ciudades de Segovia y Ávila, se negaron a reconocer al infante Enrique como tutor del rey y estuvieron a punto de abandonar la asamblea, lo que impidió la reina María de Molina, que consiguió que todos los procuradores rindieran homenaje a Fernando IV y que reconocieran al infante Enrique como tutor del rey.
 

De las Cortes de Valladolid de 1295, que fueron las primeras del reinado de Fernando IV, surgieron dos ordenamientos, siendo uno de ellos de carácter general, y otro dirigido sobre todo al estamento eclesiástico, y según consta en el ordenamiento, Fernando IV juró:

E nos el sobredicho rei don Fernando...prometemos é otorgamos de tener é guardar todas estas cosas que sobredichas son, é de non venir contra ellas en ningunt tiempo. E por mayor firmedumbre de todo esto don Enrique nuestro tio é nuestro tutor juró por nos como tutor sobre los santos evangelios é sobre la cruz é fizo pleito homenage que lo mantuviésemos é lo guardásemos en todo tiempo como dicho es.

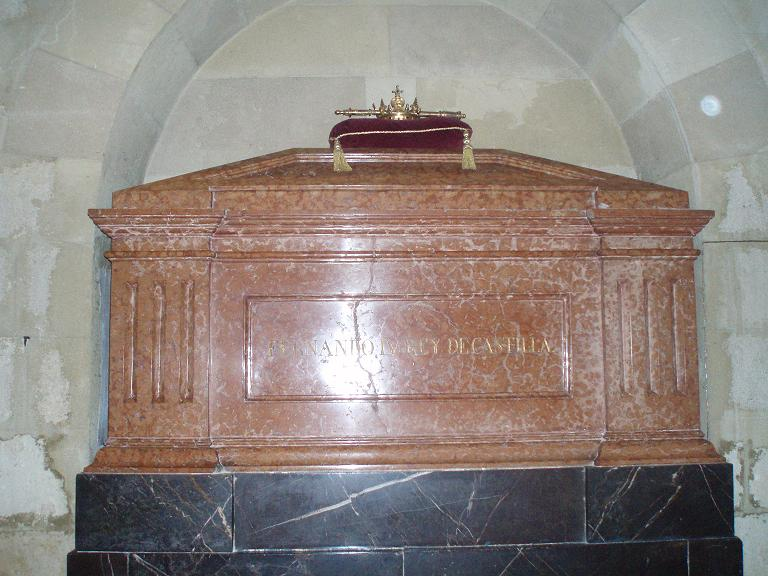
Sepulcro de Fernando IV de Castilla en la iglesia de San Hipólito de Córdoba.

Al final, la reina y el infante Enrique consiguieron, mediante múltiples concesiones en forma de señoríos, soldadas o privilegios, que los nobles presentes en las Cortes y los representantes de los concejos y de la Iglesia se sometieran a la autoridad de Fernando IV, aunque momentáneamente. Y la mayoría de los historiadores coinciden en que los más beneficiados en estas Cortes, cuyo ordenamiento fue publicado por Antonio Benavides Fernández de Navarrete en el tomo II de sus Memorias de Fernando IV de Castilla, fueron los concejos de las villas y ciudades del reino y el estado llano, aunque el estamento eclesiástico no resultó muy perjudicado. Durante su reinado, Fernando IV hubo de enfrentarse a la insubordinación de la nobleza, capitaneada en numerosas ocasiones por su tío, el infante Juan, y por Juan Núñez II de Lara, señor de la casa de Lara, que fueron apoyados en algunas ocasiones por el magnate Don Juan Manuel, nieto de Fernando III.
Y al igual que sus predecesores en el trono, Fernando IV prosiguió la empresa de la Reconquista y, aunque fracasó en su intento de conquistar Algeciras en 1309, conquistó Gibraltar ese mismo año, y en 1312 el municipio jienense de Alcaudete. Y durante las Cortes de Valladolid de 1312, celebradas en el año de su muerte, el rey impulsó la reforma de la administración de justicia, y la de todos los ámbitos de la administración, al tiempo que intentaba reforzar la autoridad de la Corona en detrimento de la autoridad nobiliaria, aunque falleció en Jaén el 7 de septiembre de 1312, a los veintiséis años de edad, sin que nadie le viera morir, estando su muerte vinculada con la leyenda de los hermanos Carvajal.

## Descripción de la obra

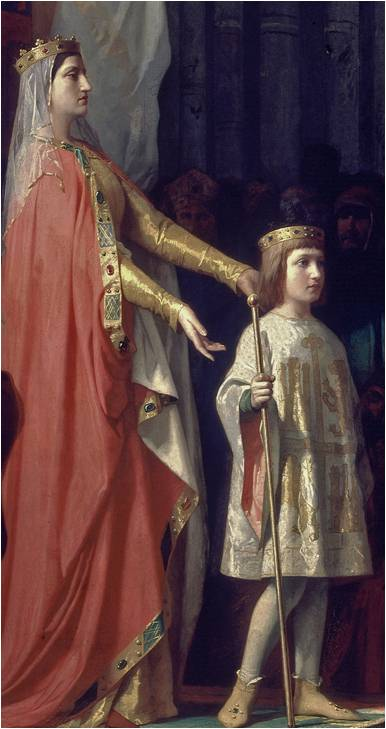
Detalle del cuadro. La reina María de Molina y su hijo, Fernando IV de Castilla.

A la izquierda del cuadro aparecen representados la reina María de Molina y su hijo, Fernando IV. Ambos personajes están cobijados por un dosel y subidos a un estrado, y detrás de ellos aparecen dos obispos, portando uno de ellos un báculo pastoral. La reina María de Molina está cubierta con un manto rojo y lleva en la cabeza un velo blanco y una corona, y Fernando IV, que tenía diez años de edad en el momento de los hechos, aparece vistiendo una corta túnica blanca que le cubre hasta las rodillas y que está adornada con el escudo de Castilla y León. El rey porta un largo cetro dorado en su mano derecha, que le llega casi hasta la cabeza, y una pequeña corona en su cabeza, y la reina tiene los brazos parcialmente extendidos hacia adelante, en un gesto que parece indicar, como señalan diversos autores, que está velando por el destino de su hijo.
En primer plano, y a la derecha del estrado, aparece el infante Enrique de Castilla el Senador, con la cabeza girada hacia el dosel que cubre a los monarcas. El infante Enrique, que lleva una larga barba blanca, tiene su cabeza cubierta con un birrete rojo, viste una larga túnica dorada con bordados en color marrón, y en la mano izquierda lleva un pergamino enrollado, y a su derecha está situado un pequeño mueble sobre el que está extendido su manto azul. 
A la izquierda del estrado aparece representado el infante Juan de Castilla el de Tarifa, que porta una corona en la cabeza, barba negra y mira a los monarcas. El brazo derecho del infante le cubre el pecho en actitud defensiva, viste una cota de malla que le cubre todo el cuerpo, y sobre ella lleva puesta una túnica blanca que le llega a las rodillas. Además, lleva ceñido un cinturón del que cuelga su espada, con empuñadura dorada, y un crítico de arte comentó en 1864 las figuras de los infantes Enrique y Juan del siguiente modo:

A ambos lados del trono los dos rebeldes infantes, bien caracterizados en edad, figura y trage, si bien se sorprenden de lo que pasa, revelan su cauteloso amaño y la protesta interior que les subleva para conseguir después un resultado favorable a sus intentos.

Frente al estrado donde se encuentran los reyes, un personaje vestido con una túnica de color marrón aparece sujetando su espada con su mano izquierda y con su brazo derecho extendido hacia arriba, en actitud de avanzar hacia los monarcas, y a la izquierda del estrado aparecen sentados una serie de individuos, entre los que figura un prelado que lleva un largo manto rojo, y detrás de ellos, y al fondo del cuadro, otros personajes están en pie, ataviados con vestiduras propias de la época.

## Análisis y críticas de la obra

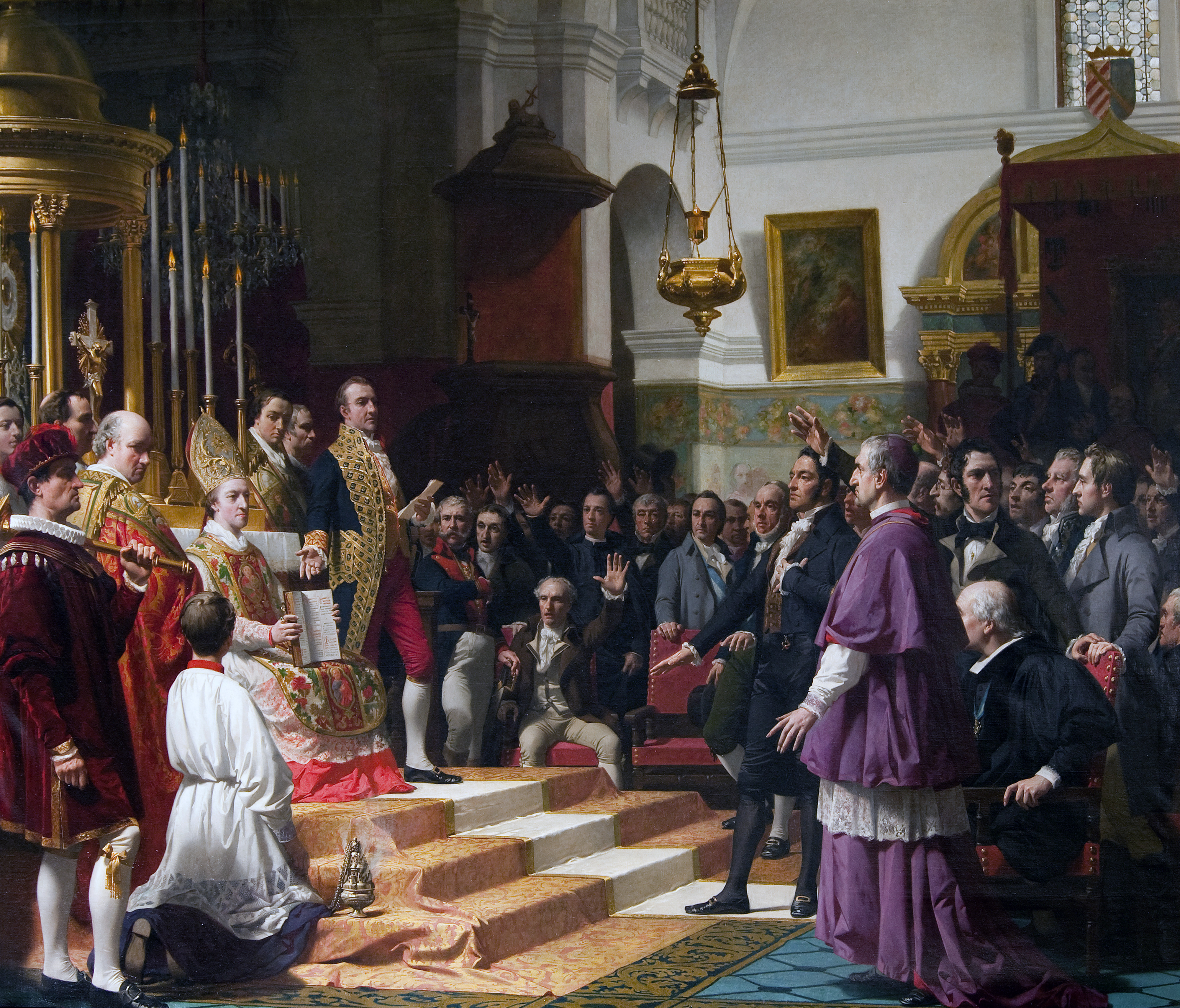
El juramento de las Cortes de Cádiz de 1810. José Casado del Alisal. (1863). Congreso de los Diputados de España.

Los críticos de la época comentaron negativamente las semejanzas existentes entre El juramento de las Cortes de Cádiz de 1810, de Casado del Alisal, y este lienzo y, por ello, ambos artistas enviaron desde París una carta común al periódico La Correspondencia, en la que afirmaban que Casado del Alisal había realizado el boceto de su cuadro mientras estaba en París, y que Gisbert había ejecutado su boceto en Toledo, por lo que ninguno de ellos habría podido imitar la composición del otro.
No obstante, diversos autores afirman que el lienzo de Gisbert muestra un notable paralelismo con el cuadro de Casado del Alisal, ya que en los dos hay una idéntica distribución de elementos y personajes, pues en ambos hay un estrado cubierto por una alfombra, al que se accede por tres escalones, en el que están situados los protagonistas de los respectivos cuadros. El cuadro de Gisbert lo presiden Fernando IV y su madre, la reina María de Molina, mientras que el cuadro de Casado del Alisal está presidido por el cardenal Luis María de Borbón, y el resto de los personajes están dispuestos de modo similar en ambas obras.
Y en opinión de diversos historiadores, Antonio Gisbert no solo representó en esta obra la presentación o el juramento de Fernando IV en las Cortes de Valladolid de 1295, sino que intentó poner de relieve la legitimidad dinástica de la reina Isabel II, que reinaba en España en esos momentos. Y de ese modo, la reina María de Molina representaría a la reina María Cristina de Borbón, madre de Isabel II, que durante las Guerras Carlistas hubo de enfrentarse a los que cuestionaban la legitimidad de su hija, Isabel II, al igual que en su día la reina María de Molina se enfrentó a los que cuestionaban la legitimidad de Fernando IV.
Y otros historiadores destacan, centrándose en el aspecto de representar a una mujer como reina y madre, que María de Molina representaría a la reina Isabel II, mientras que el rey Fernando IV representaría al príncipe Alfonso, hijo de Isabel II y heredero del trono en la época en que Gisbert pintó el cuadro. Y en 1864, un año después de que Antonio Gisbert finalizase la obra, J. Vallejo se refirió a la misma del siguiente modo:

Para nosotros, como para todo el mundo, por muy bien compuestas, dibujadas y coloridas que estén las figuras de un cuadro, si le faltan la conveniencia, filosofía y verdad histórica que necesariamente se exige, si por el sitio a que está destinado se desea la representación clara de un determinado suceso, una página pintada, y carece el lienzo de estas condiciones, por muy bien pintado que esté no sirve.

No obstante, el cuadro también fue alabado en la época de su realización por diversos escritores, como en un artículo aparecido en 1864 en El Museo Universal, en el que se refieren así al mismo:

Inútil por lo tanto será decir que en el nuevo cuadro de la Jura de don Fernando IV, pintado para el Salón del Congreso, vemos a Gisbert con todas sus dotes materiales; vemos en primer lugar un gran suceso nacional hábilmente interpretado, con la animación del drama, la gracia del poeta, la profundidad del filósofo, y el rigorismo y propiedad de la historia; vemos en otro concepto una bellísima composición que cautiva la mirada por su armonioso conjunto, la esplendidez de tono y color, la verdad de los pormenores y la cabal perfección de sus partes.